# Pyrliczewo
Pyrliczewo (bułg. Пърличево) – wieś w Bułgarii, w obwodzie Montana, w gminie Berkowica. Według danych szacunkowych Ujednoliconego Systemu Ewidencji Ludności oraz Usług Administracyjnych dla Ludności, 15 września 2023 roku miejscowość liczyła 59 mieszkańców.